# Шифлиш, Геза
Геза Шифлиш (сербохорв. Геза Шифлиш / Geza Šifliš; венг. Siflis Géza; 25 февраля 1907, Крстур — 18 ноября 1948, Байя) — югославский футболист венгерского происхождения, выступавший на позиции вратаря. За свой высокий рост и размах рук, покрывавший большую часть ворот, получил прозвище «Гулливер».

## Карьера
Дебютировал в чемпионате Югославии за команду САНД из Суботицы. С 1928 года играл в качестве профессионала в Венгрии за клубы «Бастья» (он же «Сегеди АК»), «Ференцварош» и «Уйпешт», выступал за эти команды с турами в Южной Америке, Франции, Нидерландах и Испании. За сборную Югославии сыграл всего 6 матчей, дебютную игру провёл 31 июля 1927 года против Чехословакии в Белграде, заменив травмированного вратаря Максимилияна Михелчича. Участвовал в Олимпийских играх 1928 года, сыграв матч против Португалии (1:2). Последнюю игру провёл 27 октября 1928 года против Чехословакии в Праге (1:7). В дальнейшем женился на венгерской пловчихе Магде Сас, рекордсменке в плавании кролем.

## Матчи за сборную Югославии
| # | Дата            | Противник    | Счёт | Матч               | События |
| - | --------------- | ------------ | ---- | ------------------ | ------- |
| 1 | 31 июля 1927    | Чехословакия | 1:1  | товарищеский матч  | 52'     |
| 2 | 25 марта 1928   | Венгрия      | 1:2  | неофициальный матч |         |
| 3 | 8 апреля 1928   | Турция       | 2:1  | товарищеский матч  |         |
| 4 | 6 мая 1928      | Румыния      | 3:1  | Кубок Шандора      |         |
| 5 | 29 мая 1928     | Португалия   | 1:2  | Олимпийские игры   |         |
| 6 | 28 октября 1928 | Чехословакия | 1:7  | товарищеский матч  |         |

## Достижения
- Серебряный призёр чемпионата Венгрии: 1928/1929, 1929/1930